# Seriola quinqueradiata
Seriola quinqueradiata es una especie de peces de la familia Carangidae en el orden Perciformes. 
Los machos pueden llegar a medir 150 o 250 cm de longitud total y 40 kilogramos de peso.
Se encuentran desde Corea y el este de Japón hasta Hawái y también la Baja California.

## Consumo
Estos peces son muy populares en Corea y zonas próximas, donde son clasificados dependiendo generalmente de su tamaño. Se comen cocidos y asados y son una especialidad estacional durante los meses más fríos, debido a que la carne tiene gran cantidad de grasa. En Japón se les denomina hamachi y son una especialidad de invierno en las regiones de Toyama y Hokuriku en Japón.

## Criaderos
Aunque algunos peces se atrapan silvestres, hay una cantidad sustancial que crece en granjas acuáticas (alrededor de 120,000 toneladas cada año). Para poblar estas granjas, los granjeros van de pesca cada mayo, buscando las crías silvestres (llamados mojako), las cuales pueden ser encontradas bajo algas flotantes. Junto a estas, se sacan los mojako y se ponen en jaulas en el mar.
Las crías crecen hasta alcanzar los 10 a 50 gramos de masa. En este momento se les llama "inada " y nadan en la región de Kanto, en Japón oriental. Después de esto se venden a granjeros, quienes cuidan a los peces hasta que alcanzan los 3 kilogramos o 5 kilogramos. Los de 3 kilogramos se llaman hamachi y los de 5 kilogramos se llaman buri.